# Cuspivolva tigris
Cuspivolva tigris · Ovule tigre
Espèce
Synonymes
- Crenavolva tigris (Yamamoto, 1971)[1]
- Primovula tigris Yamamoto, 1971[1]

Cuspivolva tigris, communément nommé Ovule tigre, est une espèce de mollusques gatéropodes marins de la famille des Ovulidae.

## Systématique
L'espèce Cuspivolva tigris a été initialement décrite en 1971 par Torao Yamamoto (d) sous le protonyme de Primovula tigris, .

## Répartition
L'Ovule tigre est présente dans les eaux tropicales de la région Indo-Pacifique.

## Description
La taille adulte de cet ovule est de 1,5 cm. La coquille jaune est de forme oblongue avec de fines stries latérales. Le manteau peut couvrir en totalité la coquille et est de teinte jaune à orangée avec des rayures latérales noires bordées de blanc. Le pied est de couleur identique au manteau avec des points noirs.

## Étymologie
Son épithète spécifique, du latin tigris, « tigre », fait référence à sa coloration qui se différencie des autres espèces du genre qui sont habituellement pointillées et non rayées.

## Publication originale
- (en) Torao Yamamoto, « A New Species of Primovula from Japan, Parasitic to a Gorgonid (Gastropoda: Ovulidae », Publications of the Seto Marine Biological Laboratory, SMBL (d), vol. 19, no 4,‎ décembre 1971, p. 191-195 (ISSN 0037-2870 et 2189-2695, DOI 10.5134/175724, lire en ligne).